# Oswaldia ruralis
Oswaldia ruralis là một loài ruồi trong họ Tachinidae.